# Marta González Vázquez
Marta González Vázquez (Santiago de Compostel·la, 25 de gener de 1965) és una historiadora i política espanyola, diputada al Congrés per la província de La Corunya des del 2011.

## Biografia
Nascuda el 25 de gener de 1965 a Santiago de Compostel·la, ha estat diputada de la XI, XII, XIII, XIV i XV legislatures espanyoles. El 1987 es va llicenciar en Història a la Universitat de Santiago de Compostel·la per, posteriorment, obtenir-hi el doctorat tot especialitzant-se en Història Medieval.
El 1992 va començar a treballar com a documentalista per al Grup d'empreses Sargadelos fins que el 1996 va començar a impartir classes d'història medieval a la Universitat de La Corunya. El 1998 va accedir a una secretaria executiva del Grup Compostel·là d'Universitats, on va romandre fins al 2003, quan es va incorporar a la Junta de Galícia presidida per Manuel Fraga com a directora general del Servei d'Igualtat.
Després de les eleccions gallegues de 2005, on el socialista Emilio Pérez Touriño va aconseguir formar un govern de coalició amb el Bloc Nacionalista Gallec, Marta González va tornar a l'empresa privada com a consultora i després de les eleccions al Parlament de Galícia de 2009 va ocupar el seu anterior lloc al capdavant d'Igualtat durant el primer govern autonòmic d'Alberto Núñez Feijóo.
El 2011 va abandonar el seu càrrec a la Junta de Galícia per incorporar-se a les llistes del Partit Popular a les eleccions al Congrés dels Diputats, essent elegida diputada per La Corunya. Aquell mateix any també va formar part de la candidatura del PP a l'Ajuntament de Santiago de Compostel·la en penúltima posició de la llista electoral. A causa de diferents dimissions, finalment va exercir com a regidora durant un breu període entre l'any 2014 i el 2015.
El 27 de juliol del 2018, arran de les primàries celebrades al PP per escollir un nou president després de la derrota de Mariano Rajoy a la moció de censura presentada pel Partit Socialista Obrer Espanyol, es va integrar a la nova executiva liderada per Pablo Casado com a vicesecretaria general de Comunicació. No obstant això, al cap d'un any, va ser substituïda per Pablo Montesinos.
El 17 d'agost de 2023 fou elegida Vicepresidenta Quarta del Congrés dels Diputats a l'inici de la XV Legislatura.

## Obres
- El arzobispo de Santiago: una instancia de poder en la Edad Media (1996)
- Las mujeres de la Edad Media y el Camino de Santiago (2000)
- Inés de Castro (2003).
- La emperatriz Berenguela (2008)